# Cattedrali in Togo
Questa è una lista delle cattedrali nel Togo.

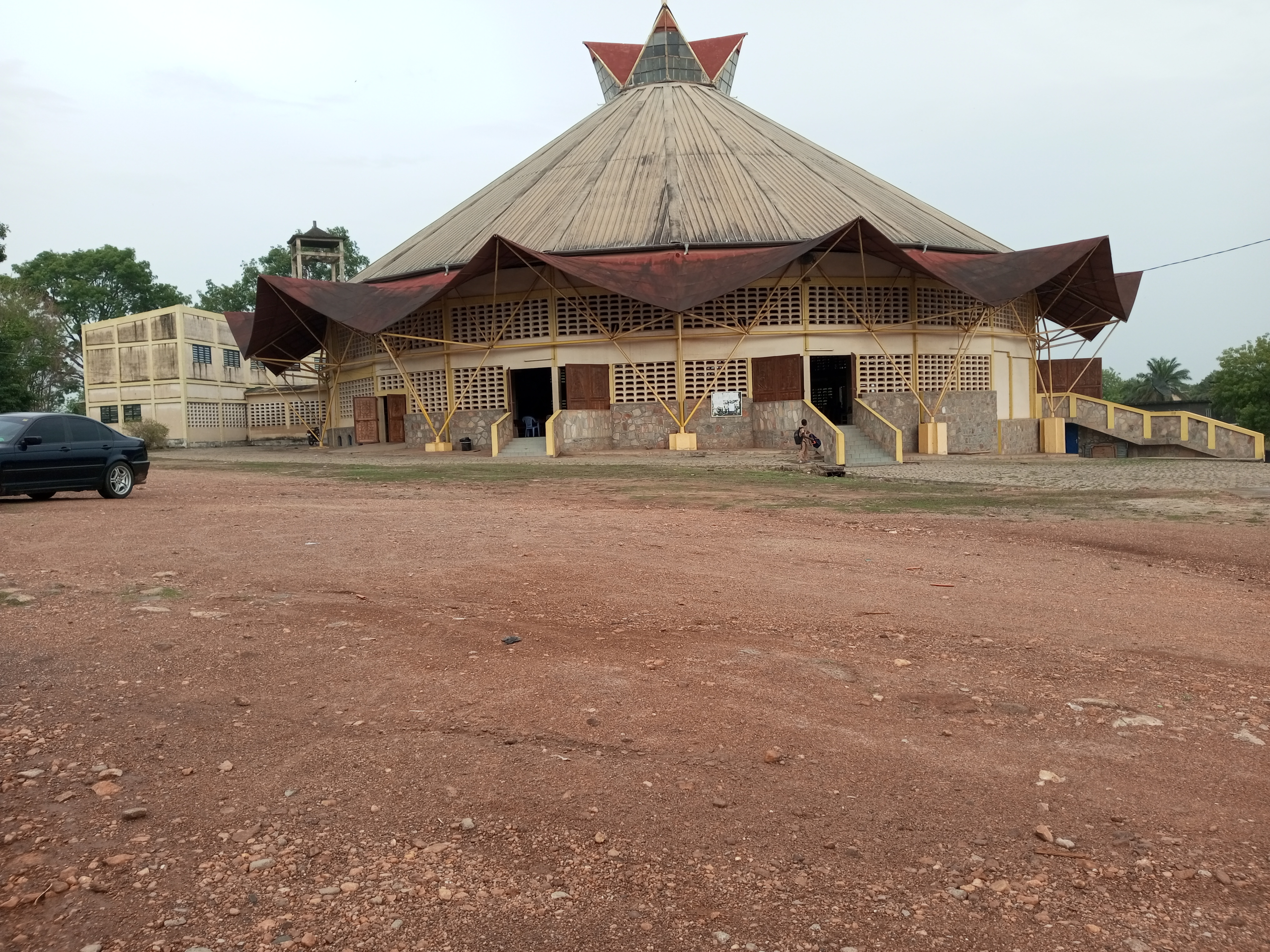
La Cattedrale dei Santi Pietro e Paolo di Kara.

## Cattedrali cattoliche
| Cattedrale                                            | Arcidiocesi o Diocesi | Località |
| ----------------------------------------------------- | --------------------- | -------- |
| Cattedrale del Sacro Cuore                            | Arcidiocesi di Lomé   | Lomé     |
| Cattedrale dei Santi Pietro e Paolo                   | Diocesi di Aného      | Aneho    |
| Cattedrale di Nostra Signora della Santissima Trinità | Diocesi di Atakpamé   | Atakpamé |
| Cattedrale di San Carlo Lwanga                        | Diocesi di Dapaong    | Dapaong  |
| Cattedrale dei Santi Pietro e Paolo                   | Diocesi di Kara       | Kara     |
| Cattedrale dello Spirito Santo                        | Diocesi di Kpalimé    | Kpalimé  |
| Cattedrale di Santa Teresa                            | Diocesi di Sokodé     | Sokodé   |